# Leucanopsis quanta
Leucanopsis quanta là một loài bướm đêm thuộc phân họ Arctiinae, họ Erebidae.